# Buimăceni, Botoșani
Buimăceni este un sat în comuna Albești din județul Botoșani, Moldova, România.
Satul se află în partea de sud-est a județului Botoșani, în Câmpia Moldovei, pe malul stâng al râului Jijia.